# 野崎菜美
野崎 菜美（のさき なみ、1996年5月15日 - ）は、島根県隠岐の島町出身の元女子競輪選手。現役時代は日本競輪選手会山口支部所属、ホームバンクは防府競輪場。日本競輪選手養成所（以下、養成所）第118期生。師匠は鈴木啓一（55期）。
なお、選手登録名では名字は『野崎』としているが、本名は『野﨑』（つくりが「立」）である。

## 経歴
中学時代はバレーボールと陸上競技を掛け持ちし、2010年と2011年ジュニアオリンピック陸上競技大会に砲丸投種目で出場。益田高校では陸上競技部に所属し投擲種目に専念、島根大学教育学部進学後も陸上競技を続けた。
2016年の岩手国体から自転車競技で女子が正式種目となったが、同大会では県内に選手がおらず島根県からは不参加となったため、翌年の愛媛国体に出場できる女子選手を探しているという話を聞きつけ、国体に出られるなら、と自転車競技に取り組むようになる。ちょうど父が神山雄一郎のファンの競輪好きだったこともきっかけの一つ。
2017年の愛媛国体で島根県代表として出場したことで自転車競技に目覚め、「ガールズサマーキャンプ」（当時）にも2回参加した。大学4年の時に、就活の一環として日本競輪学校（当時）受験を決意。
2019年1月17日、日本競輪学校（当時）第118回適性試験に合格。養成所在所中の競走成績は17位（0勝）。
故郷の島根県には競輪選手の練習拠点ともなる大田自転車競技場があるが、現状では島根県（のほか鳥取県も）を本拠所属地とする選手は一人もいないこと、同競技場のバンクが老朽化していることもあり、デビューにあたり山口支部に所属し、ホームバンクも防府競輪場とした。
2020年5月15日、広島競輪場でデビューし3着。デビュー後は成績が伸びず代謝制度の危機が訪れたが、2021年秋に桑原大志から声を掛けられたことで、桑原のほかに同じく防府をホームバンクとするガールズケイリン選手仲間とで練習に励んだことで代謝の危機を脱した。
2022年1月22日、高知FII（ミッドナイト）で初勝利。
ただ、2023年夏に練習でウエイトトレーニングを取り入れたところ、左膝を負傷してしまい、これが後々大きく尾を引いて成績が降下するようになる。
代謝制度の対象となったこともあり、2024年12月21日の名古屋FII最終日第5レース（ガールズ一般）での7着がラストレースとなった。
2025年1月23日、選手登録消除。通算戦績は351戦0勝。
引退後は、山口県内の自治体で公務員となる。